# Enallagma ambiguum
Enallagma ambiguum är en trollsländeart som beskrevs av Navás 1936. Enallagma ambiguum ingår i släktet Enallagma och familjen dammflicksländor. Inga underarter finns listade i Catalogue of Life.